# Сільвій
Сільвій (лат. Silvius) — міфічний цар Альба-Лонги. Син троянського царевича Енея та Лавінії, дочки правителя аборігінів — Латина. За іншою версією, онук Енея та син Асканія. Епонім царської династії Альба-Лонги.

## Життєпис
Після смерті Енея, його старший син Асканій влаштував замах на малого Сільвія, тому останній виховувався на горі серед пастухів. За Діодором Сицилійським, хлопець отримав ім'я на честь гори, на якій виховувався.
Після смерті Асканія сталася суперечка між Сільвієм та сином померлого, Юлом, хто буде наступним царем. Народними зборами було вирішено, що правителем буде Сільвій, а Юл отримає посаду верховного понтифіка.
За свідченням Діодора Сицилійського, Сільвій правив 49 років і «не зробив нічого гідного пам'яті». Згідно Діонісію Галікарнаському, Сільвій правив протягом 29 років. Антикознавець Роланд Ларош вважає це число штучним. Виходячи з терміну правління його наступника — 31 рік, їх загальний час правління тривав 60 років, що становить рівно два покоління по тридцять років.
Римський історик Тіт Лівій переказував іншу версію легенди, де дитиною Енея та Лавінії був Асканій, а його сином був Сільвій, який випадково народився у лісі. Поет Публій Овідій Назон також у «Метаморфозах» називає Сільвія сином Асканія, а у «Фастах» сином Юла.
У більшості джерел стверджується, що сином і наступником Сільвія був Еней Сільвій, однак Публій Овідій Назон у своїх творах пропускає Енея Сільвія і робить наступником Латина Сільвія.

## Образ
Андраш Алфелді ототожнював Сільвія з Агрієм, що згадується в поемі «Теогонія» за авторством Гесіода. Цей персонаж був сином Одіссея та чарівниці Кірки, братом Телегона та Латина. Александр Грандазі зазначав, що ця гіпотеза не знайшла підтримки в науковому співтоваристві.
Також Андраш Алфелді вважав саме Сільвія засновником Альба-Лонги. На його думку, римський історик Квінт Фабій Піктор придумав інших царів династії Сільвіїв взявши за основу цього царя.
Александр Грандазі вважав, що Сільвій спочатку був першим царем Альба-Лонги, а троянські герої були додані в міф пізніше. У найдавнішу частину легенди входило народження героя у лісі, потенційне суперництво з братом та епонімія царського роду. Також дослідник вважав сумнівною версію, згідно з якою міф про Сільвію є пізнішою вставкою. У той самий час Грандазі не виключав версію, що грецькі герої Еней і Асканій замінили місце у легенді древніх латинських персонажів. Дослідник зазначав, що географія сюжету народження Сільвія мало відповідає околицям приморського Лавінію і, швидше за все, спочатку легенда була пов'язана з Альбанськими горами. Також, ймовірно, Сільвій був засновником Альба-Лонги.

## У Британській міфології
Сільвій згадується в «Історії бритів» Неннія як прабатько легендарних королів бритів. Пізніше, оповідання було розширено Гальфрідом Монмутським у своїй «Історії королів Британії». Згідно з останньою хронікою, Сільвій був сином Асканія та онуком Енея. Він перебував у любовному зв'язку з племінницею своєї бабки Лавінії. Коли кохана Сільвія завагітніла, Асканій направив до неї віщунів, щоб дізнатися якої статі буде дитина. Вони повідомили, що народиться хлопчик, який уб'є своїх батьків «і що, обійшовши вигнанцем багато землі, він досягне врешті-решт вершини слави». Під час пологів померла мати дитини. Сам новонароджений отримав ім'я Брут. У п'ятнадцятирічному віці він супроводжував батька на полюванні та ненароком його вбив цілячись в оленя. За батьковбивство Брута вигнали з Італії, разом з іншими вигнанцями він прибув на острів, який став носити його ім'я і заснував нову державу.

### Коментар
1. ↑  У цій версії Юл не син Асканія, а син Енея.
2. ↑  На відміну від Гальфріда Монмутського, що чітко називає батька Сільвія, Ненній у різних місцях розповіді називає батьком Сільвія й Енея й Асканія[15]
3. ↑  Згідно Неннію, Асканій, за це пророцтво, наказав убити віщунів[16]